# بتلر (جورجيا)
بتلر (بالإنجليزية: Butler, Georgia)‏ هي مدينة تقع في مقاطعة تايلور، جورجيا بولاية جورجيا في الولايات المتحدة. تبلغ مساحة هذه المدينة 8 (كم²)، وترتفع عن سطح البحر 191 م، بلغ عدد سكانها 1775 نسمة في عام 2010 حسب إحصاء مكتب تعداد الولايات المتحدة.

## معرض صور

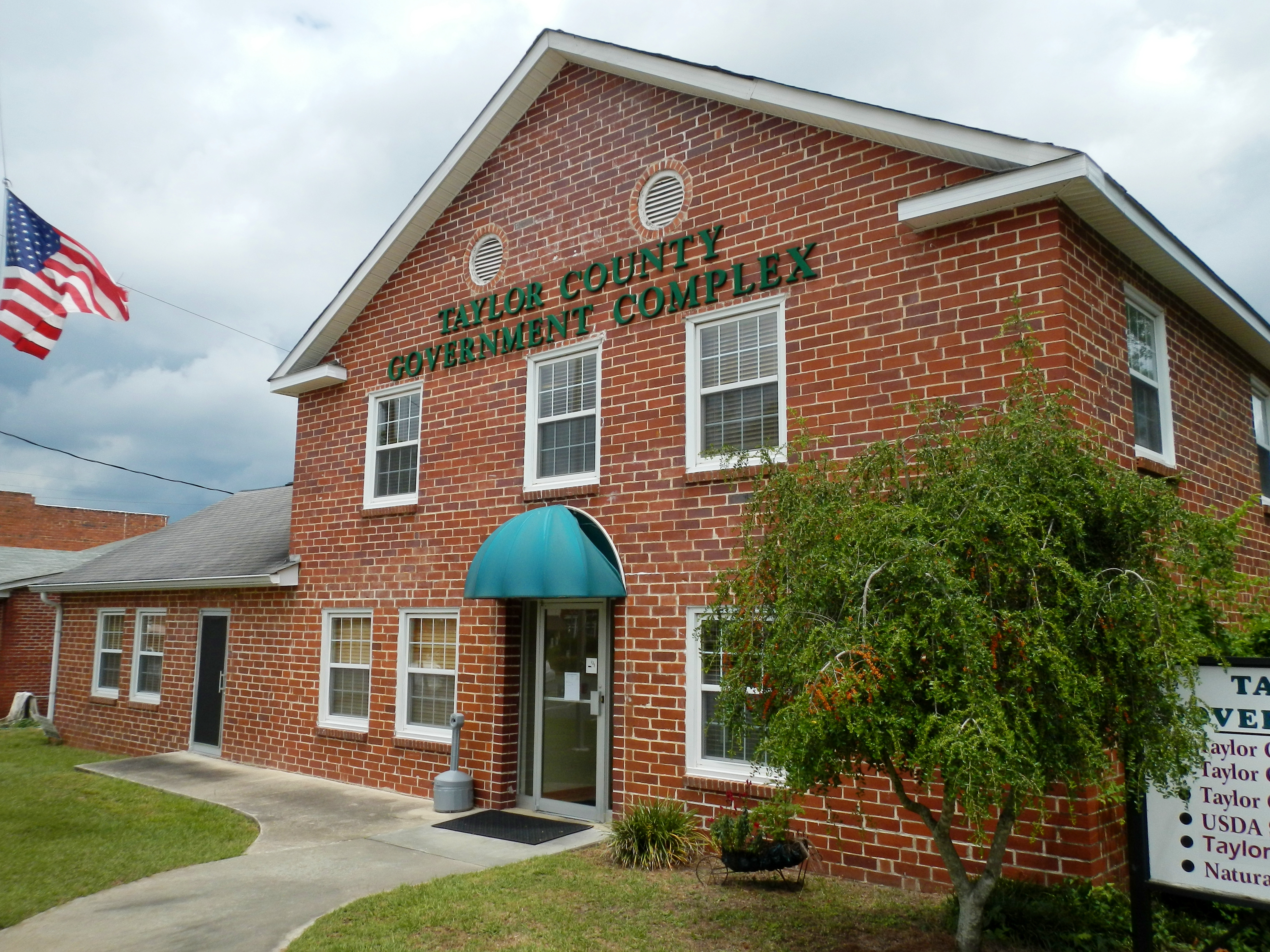
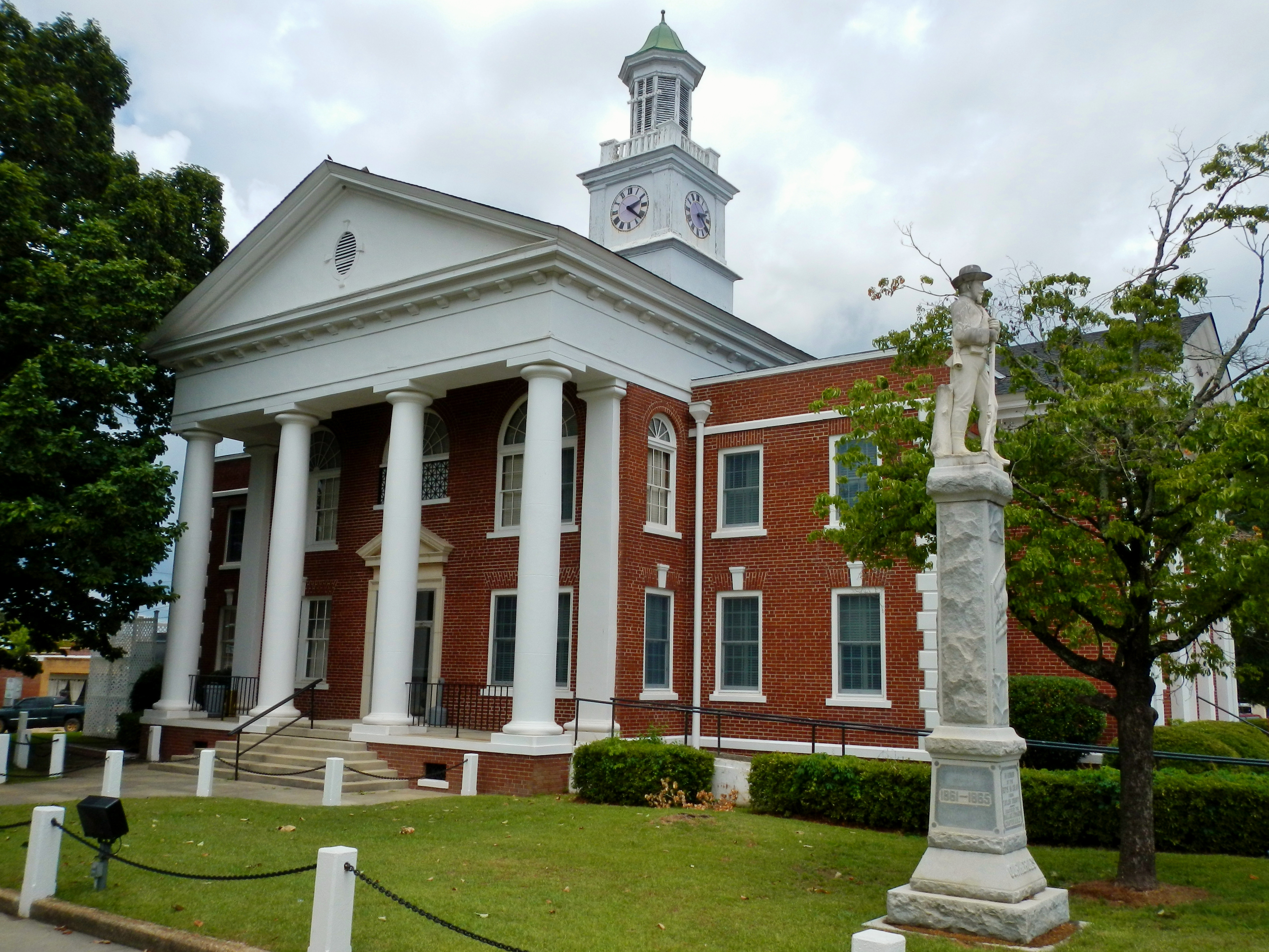
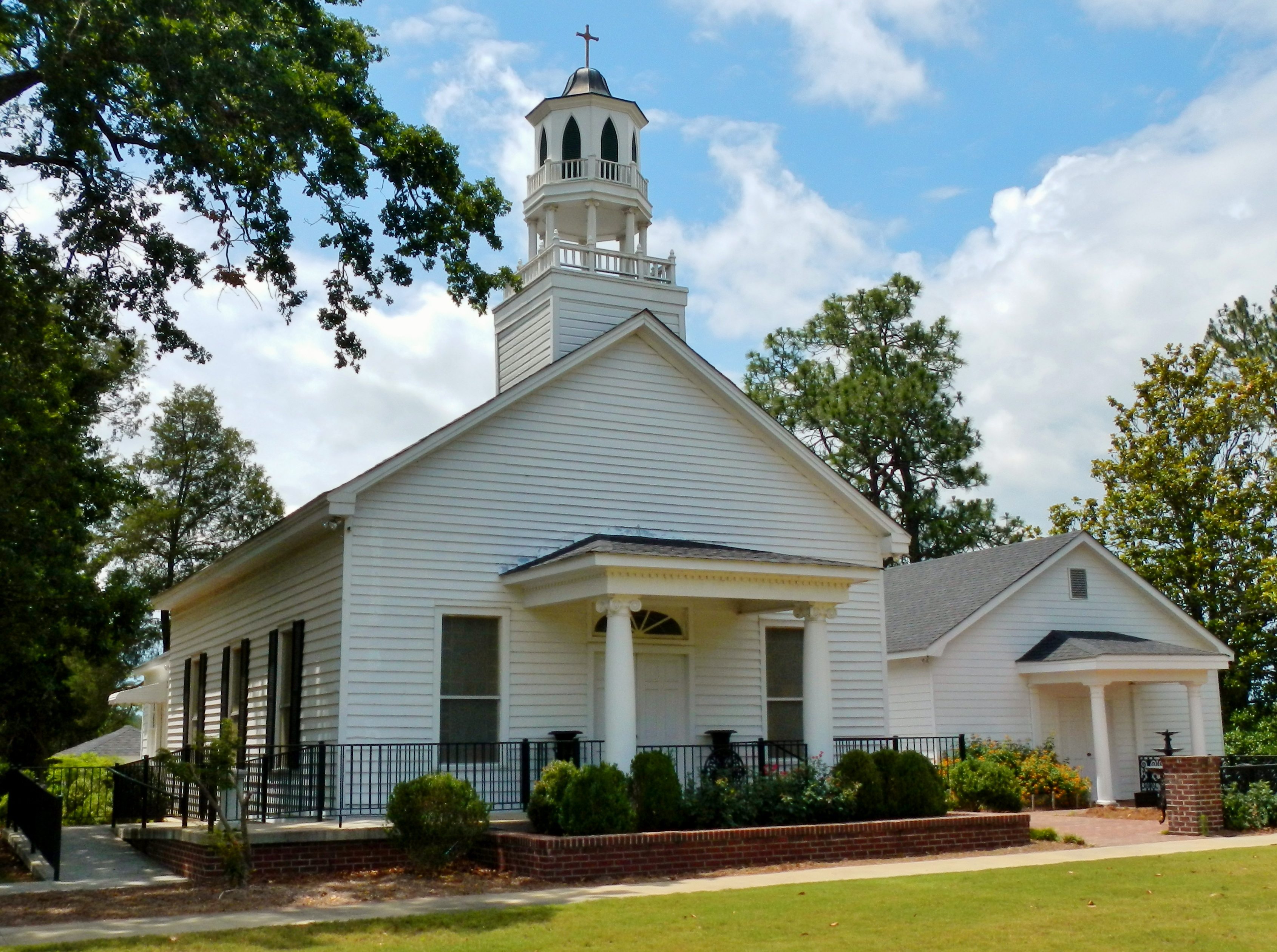
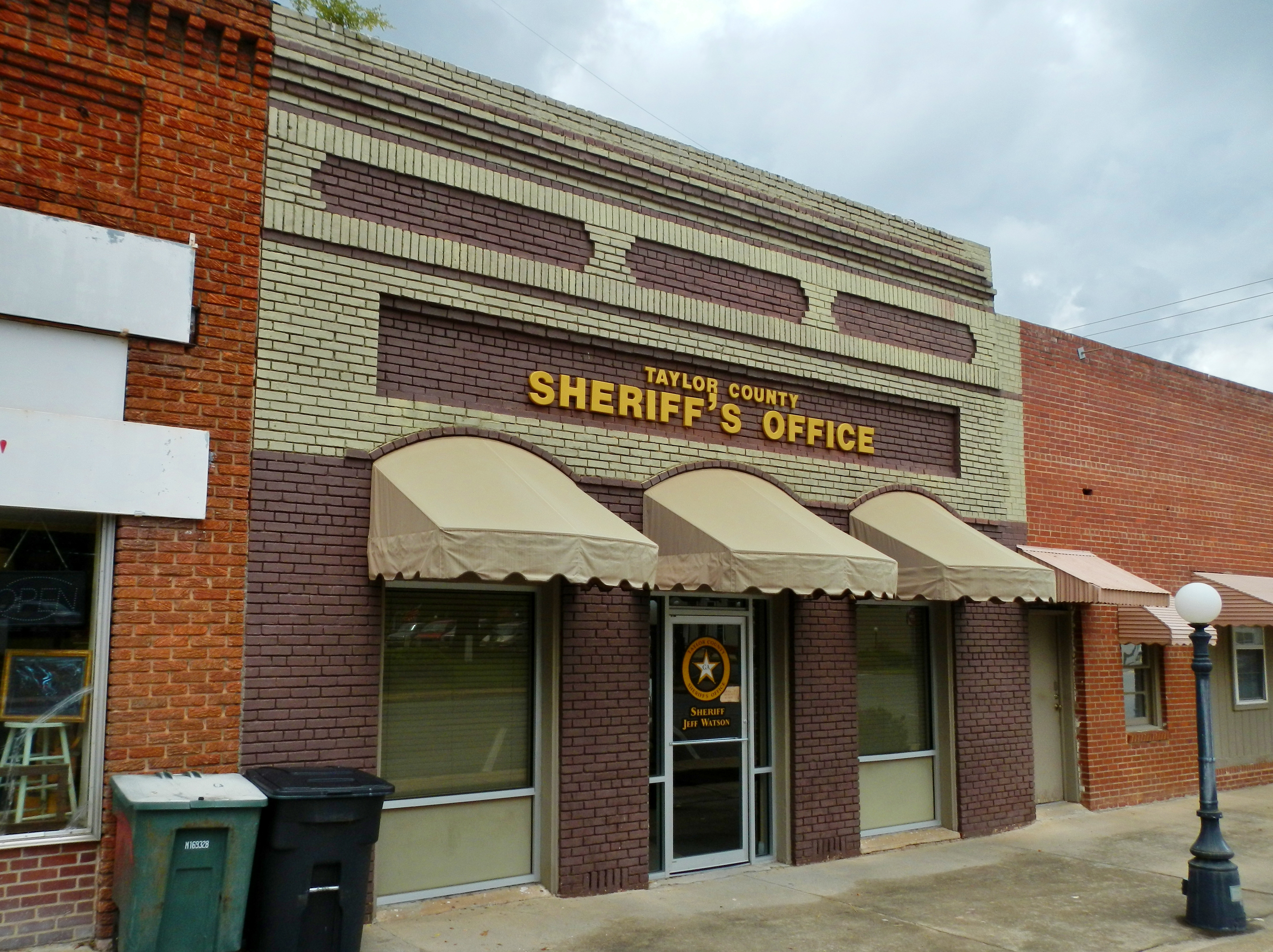
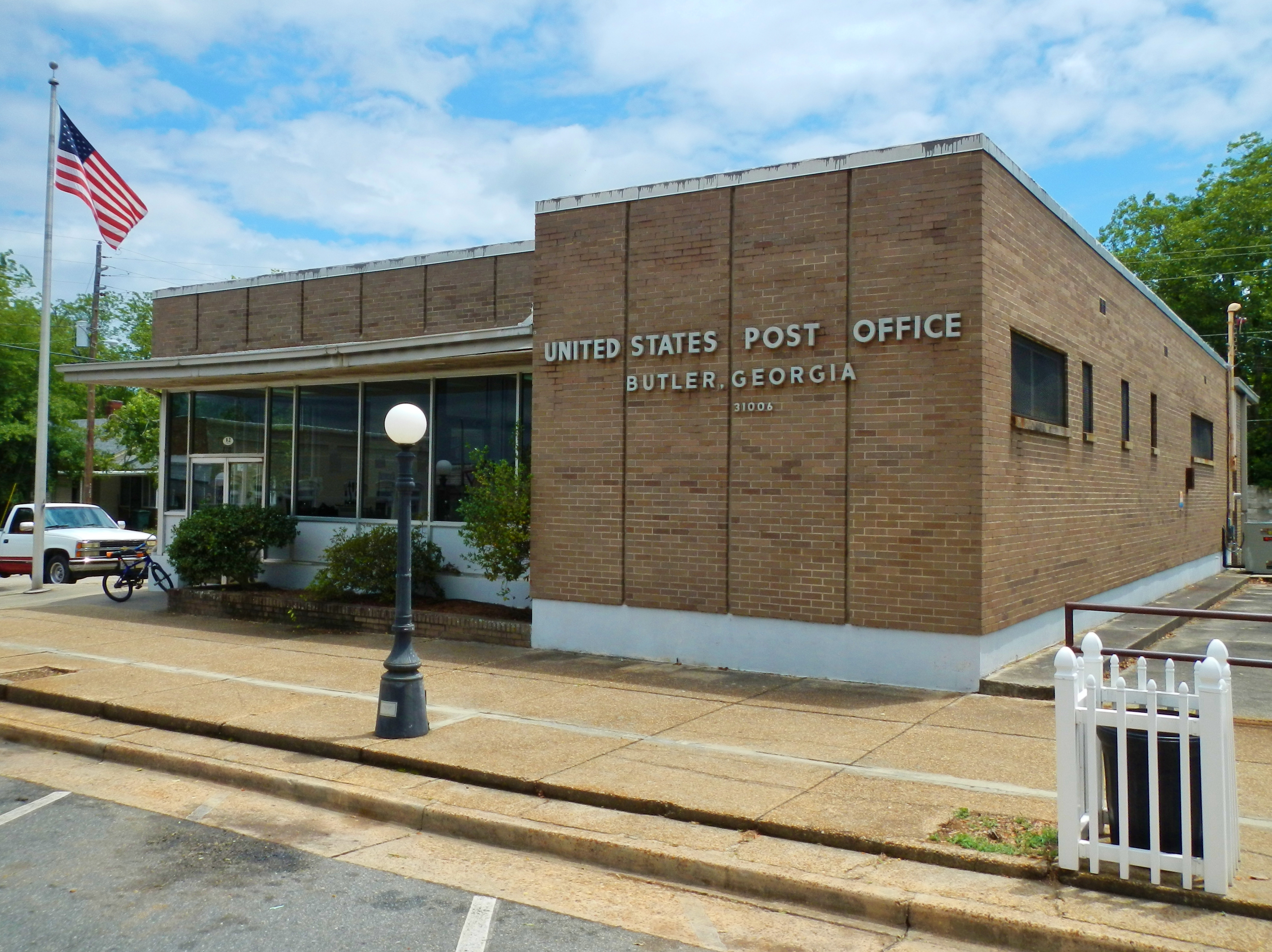
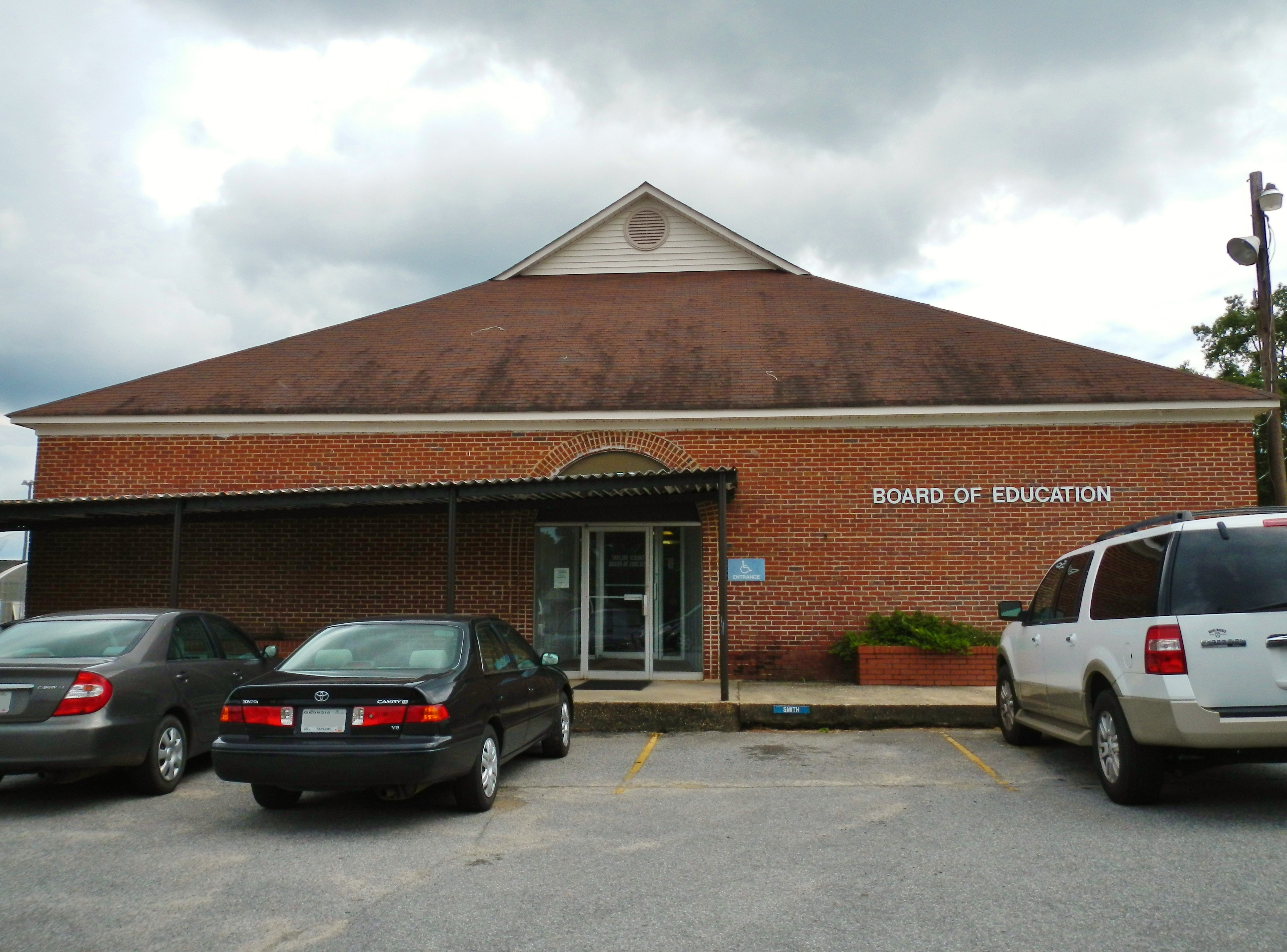

## أعلام
- إليسون كيلي
- ويليام أوغبورن

## وصلات خارجية
- Cities & Counties - Georgia.gov